# Cenoteri
El cenoteri (Cainotherium) és un gènere extint d'herbívors de la mida d'un conill que visqueren a Europa entre l'Eocè i el Miocè. Es creu que aquest animal de 30 cm de llargada era un artiodàctil. Se'l sol classificar dins el subordre dels tilòpodes, juntament amb els camèlids d'avui en dia. Tenia peülles semblants a les dels bòvids i els cérvols, tot i que la forma i la mida de les potes suggereixen que es movia fent saltets, com un conill. La forma de les dents també indica una dieta similar a la dels conills, mentre que la mida de la bul·la auditiva i la forma del cervell suggereixen que tenia un bon olfacte i una bona oïda. Possiblement tenia orelles de conill.

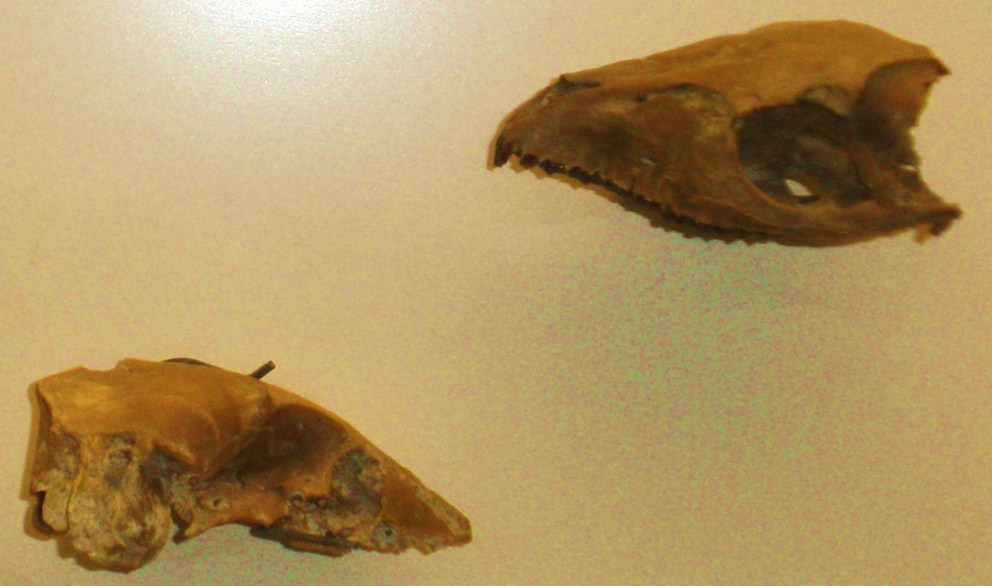
Crani de Cainotherium laticurvatum